# بل ۴۲۷
بل ۴۲۷ (به انگلیسی: Bell 427) یک بالگرد ساختِ کارخانهٔ بل هلیکوپتر در کشور ایالات متحده آمریکا و کانادا است که در سال ۱۹۹۷–۲۰۱۰ ساخته شد. این بالگرد برای نخستین بار در ۱۱ دسامبر ۱۹۹۷ میلادی مورد استفاده قرار گرفت.